# Codec (magasin)
Pour l’article homonyme, voir Codec.
Codec, pour Consortium des épiciers du Centre, est une ancienne enseigne française de magasins (supérettes et supermarchés), appartenant à un groupe coopératif de commerçants. L'enseigne voit le jour en 1924 et se développe à partir des années 1960. Après des difficultés financières rencontrées à la fin des années 1980, le groupe Codec est racheté en octobre 1990 par le groupe Promodès. N'ayant jamais pu se développer après son rachat, l'enseigne est progressivement abandonnée au profit de Shopi à la fin des années 1990 jusqu'à sa disparition totale en 2003.

## Historique
Le Président Directeur Général, fondateur Jean Moreau-Dupuy a assuré la présidence de l'entreprise CODEC jusqu'en 1950. Puis, lui ont succédé Paul Legué et André Pierre Reignier. 
En 1950, André Jules Reignier est nommé directeur commercial. Il deviendra par la suite Directeur Général. Lui succèdera Michel Reignier en 1978 jusqu'en 1990. 
Le premier magasin en libre-service voit le jour dans les années 1950 à Champigny[évasif] sur une surface de 100 m2.
En octobre 1971, l'Union nationale de l'alimentation s'unit avec Codec. La fusion est officialisée en janvier 1973.
Au cours de l'année 1980, l'enseigne s'empare de 10 % du groupe Jacques Borel International. Deux ans plus tard, Codec vend ses parts du capital Jacques Borel International à hauteur de 28 % à Novotel.
En octobre 1987, les Coopérateurs de Champagne s'associent avec Codec pour les supermarchés. De ce fait, les magasins Point Coop et Maxi Coop adoptent l'enseigne Codec. L'année suivante, les coopérateurs de Champagne quittent Codec pour se rapprocher du groupe Promodès. En 1988, le Groupe 20 et Codec se rapprochent. L'enseigne Codi se développe au cours de l'année 1989 à la suite du renommage de 250 petits magasins.
Au cours de l'année 1987, l'enseigne connaît ses premières difficultés financières. Face à cela, le groupe met en place un plan de cession d'actifs de 225 millions de francs. Le 7 août 1990, l'enseigne dépose le bilan et est placé en redressement judiciaire. Le 2 octobre de la même année, le groupe Promodès rachète pour 515 millions de francs la marque Codec. De ce fait, Codec appartient dorénavant à Prodim, branche proximité du groupe Promodès.
À la suite du rajeunissement de l'enseigne Shopi entamée au cours de l'année 1998, le groupe Promodès, qui n'a pu développer Codec depuis son rachat en 1990 avec un parc de 98 sites en 1998, annonce au début de cette même année la disparition de l'enseigne d'ici à fin 1999 au profit de Shopi bien que les franchisés restent attachés à l'enseigne et à son esprit participatif. La disparition de l'enseigne ayant pour objectif d'harmoniser le parc de Prodim, branche proximité du groupe Promodès. Cependant, certains magasins rejoignent des groupements d'indépendants comme Système U sous l'enseigne Marché U. Le dernier magasin ferme ses portes au cours de l'année 2003 à Lège-Cap-Ferret.

## Les magasins
En 1989, le groupe Codec était constitué des enseignes suivantes :
- Lion, créée en 1983, pour les hypermarchés et certains grands supermarchés (Bar-sur-Aube, par exemple) qui deviendront des Champion avec Promodès;
- Codec pour les supermarchés ;
- Codec-Top pour les supérettes ;
- Codi, créée en 1989, pour les magasins de proximité.

La marque Codec voit le jour au cours de l'année 1927 sur des conserves de légumes.
À la suite de la création de la marque de distributeur Grand Jury en 1995, propre au groupe Promodès, celle-ci était disponible dans les magasins Codec.

## Identité visuelle

### Logos

Logo de Codec dans les années 1980.
Logo de Codec de 1992[1] à 2003.

### Slogans
- Dans les années 1970 : « Pour mieux servir votre table »
- Au début des années 1980 : « Faites confiance à votre « Maître Épicier Codec » »
- À la fin des années 1980 : « Pour Codec, vous êtes quelqu'un »
- Années 90 : "Codec, le code pratique"